# Bombylius flavicalcaratus
Bombylius flavicalcaratus är en tvåvingeart som beskrevs av Lindner 1979. Bombylius flavicalcaratus ingår i släktet Bombylius och familjen svävflugor.
Artens utbredningsområde är Iran. Inga underarter finns listade i Catalogue of Life.